# ダンテ・ライト射殺事件
ダンテ・ライト射殺事件（ダンテ・ライトしゃさつじけん）は2021年4月11日、アメリカ合衆国のミネソタ州で黒人男性が警察官に射殺された事件。

## 概要
2021年4月11日午後、ミネソタ州ブルックリンセンターで自動車登録の期限が切れていたため複数の警察官がダンテ・ライトの車を停車させた後、既に別件で逮捕令状が出ていると判断し逮捕しようとすると車に乗りなおしたため発砲。車はそのまま数ブロック走ったが別の車両に衝突。死亡が確認された。警察署長は記者会見で、テーザー銃を使おうとしたが、誤って銃を発砲したようだと語った。会見で公表されたビデオ録画には「テーザー、テーザー」「しまった、撃ってしまった」という音声が記録されていた。

## 反応
夜にかけて数百人が抗議し、警察は催涙ガスやゴム弾などを使った。地元メディアによると、市内の数カ所で騒ぎに乗じた略奪事件も相次いだ。バイデン米大統領は12日、「略奪や暴力は正当化されない」として平和的抗議活動を呼び掛けた。ワルツ・ミネソタ州知事はミネアポリスとセントポールを含む地域に12日午後7時から13日午前6時までの外出禁止令を発令した。ミネアポリスで12日に行われる予定だったNBAのティンバーウルブス対ネッツ、NHLのワイルド対ブルース、大リーグのツインズ対レッドソックス戦がいずれも延期となった。